# Joke's Koeienverhuurbedrijf

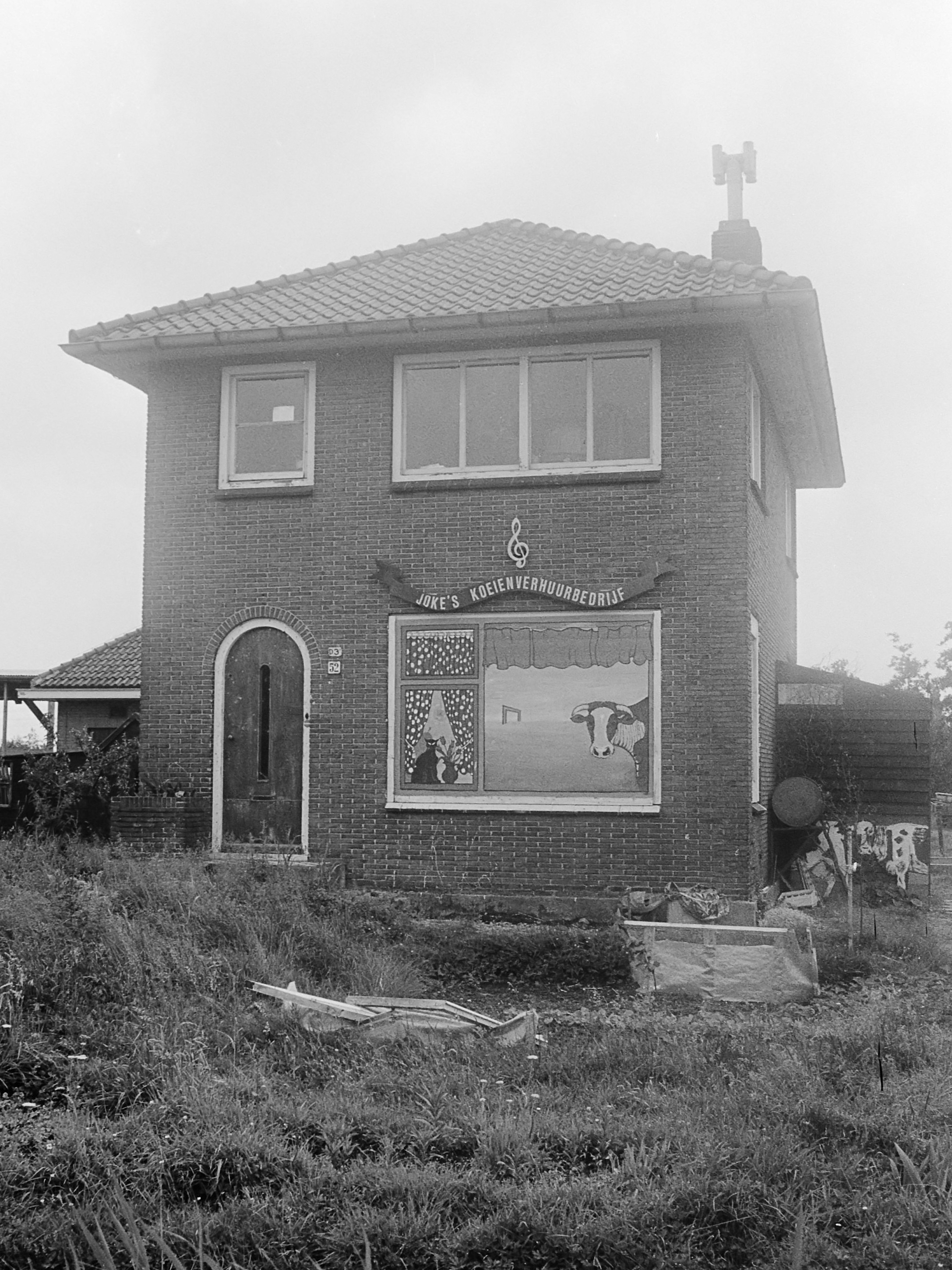
Joke's Koeienverhuurbedrijf in Schellingwoude, juni 1979

Joke's Koeienverhuurbedrijf was een Nederlandse opnamestudio actief tussen 1979 en circa 1986.

## Geschiedenis
Dolf Planteijdt was eigenaar van de alternatieve opnamestudio, waarin punkbands hun platen opnamen. Daarnaast was Maarten Veldhuis vanaf 1980 betrokken bij de geluidsstudio, oorspronkelijk gevestigd in een gekraakte voormalige veldwachterswoning aan de Liergouw 52 in Schellingwoude. 
Het Koeienverhuurbedrijf was een vrijplaats was voor de dan opkomende punk in Nederland, waaronder The Ex, Negazione, Neuroot, maar ook Harry Slinger. De Nederlandse nummer 1-hit Je loog tegen mij heeft wortels in de punkcultuur.
Planteijdt maakte vanaf het einde van de jaren zestig al opnamen. Dat deed hij in jaren zeventig met behulp van een viersporenrecorder in een boerderijtje in Drenthe. In 1978 vond hij een ruimte in Schellingwoude. In 1984 moest hij die verlaten en verhuisde de studio met hem mee naar de Koningin Emma, een kraakpand aan de Amsterdamse Van Diemenstraat waar hij Emma's Koeienverhuurbedrijf werd genoemd. Na een conflict met Luud Schimmelpennink verhuisde de studio naar het kraakpand Amsterdamsche Droogdok Maatschappij, waar hij ADM's Koeienverhuurbedrijf genoemd werd. In 1984 werd in Purmerland een oude koeienstal gevonden, waar tot omstreeks 1986 opnamen werden gemaakt.

## Naam
Het begrip koeienverhuurbedrijf (Joke was Dolfs toenmalige vriendin) was bedacht om geen argwaan op te wekken bij omwonenden – "Hoewel niemand wist wat een koeienverhuurbedrijf was", aldus Planteijdt. Twee keer was er iemand gekomen om daadwerkelijk een koe te huren. Anno 2004 beschikte Planteijdt over een mobiele studio, de Koeienverhuurmobile en werkte hij op wisselende locaties.